# Masters de Madrid 2022
El Mutua Madrid Open 2022 fue un torneo de tenis ATP Tour Masters 1000 en su rama masculina y WTA 1000 en la femenina se disputa en la Caja Mágica de Madrid (España). Es el segundo  Masters 1000 en polvo de ladrillo para el ATP Tour y el primer WTA 1000 en polvo de ladrillo de la temporada para el WTA Tour. Se celebró del 28 de abril al 8 de mayo de 2022.

## Puntos y premios en efectivo

### Distribución de puntos
| Evento                  | G    | F   | SF  | CF  | R16 | R32 | R64 | C  | C2 | C1 |
| Individuales masculinos | 1000 | 600 | 360 | 180 | 90  | 45  | 10  | 25 | 16 | 0  |
| Dobles masculinos       | 1000 | 600 | 360 | 180 | 90  | 10  | —   | —  | —  | —  |
| Individuales femeninos  | 1000 | 650 | 390 | 215 | 120 | 65  | 10  | 30 | 20 | 2  |
| Dobles femeninos        | 1000 | 650 | 390 | 215 | 120 | 10  | —   | —  | —  | —  |

## Cabezas de serie
Como resultado de las reglas especiales de ajuste de clasificación debido a la pandemia de COVID-19, los jugadores defienden el mayor de sus puntos del torneo de 2021 o el 50 % restante de sus puntos del torneo de 2019. Esos puntos no eran obligatorios y se incluyen en la tabla a continuación solo si contaron para la clasificación del jugador a partir del 21 de marzo de 2022. Los jugadores que no estén defendiendo puntos de los torneos de 2019 o 2021 tendrán su 19.º mejor resultado reemplazado por sus puntos del torneo 2022.

### Individuales masculino
| N.º | Rank. | Tenista               | Puntos | Puntos por defender | Puntos ganados | Nuevos puntos | Ronda hasta la que avanzó en el torneo               |
| 1   | 1     | Novak Djokovic        | 8400   | 500                 | 360            | 8260          | Semifinales, perdió ante Carlos Alcaraz [7]          |
| 2   | 3     | Alexander Zverev      | 7420   | 1000                | 600            | 7020          | Final, perdió ante Carlos Alcaraz [7]                |
| 3   | 4     | Rafael Nadal          | 6435   | 180                 | 180            | 6435          | Cuartos de final, perdió ante Carlos Alcaraz [7]     |
| 4   | 5     | Stefanos Tsitsipas    | 5690   | 300                 | 360            | 5750          | Semifinales, perdió ante Alexander Zverev [2]        |
| 5   | 7     | Casper Ruud           | 4110   | 360                 | 10             | 3760          | Segunda ronda, perdió ante Dušan Lajović [Q]         |
| 6   | 8     | Andrey Rublev         | 4025   | 90                  | 180            | 4115          | Cuartos de final, perdió ante Stefanos Tsitsipas [4] |
| 7   | 9     | Carlos Alcaraz        | 3818   | 45                  | 1000           | 4773          | Campeón, venció a Alexander Zverev [2]               |
| 8   | 10    | Félix Auger-Aliassime | 3625   | (45)                | 180            | 3760          | Cuartos de final, perdió ante Alexander Zverev [2]   |
| 9   | 11    | Cameron Norrie        | 3335   | (45)                | 90             | 3380          | Tercera ronda, perdió ante Carlos Alcaraz [7]        |
| 10  | 12    | Jannik Sinner         | 3015   | 45                  | 90             | 3060          | Tercera ronda, perdió ante Félix Auger-Aliassime [8] |
| 11  | 13    | Taylor Fritz          | 3010   | (45)                | 0              | 2965          | Baja antes de la primera ronda.                      |
| 12  | 14    | Hubert Hurkacz        | 3008   | 58                  | 180            | 3130          | Cuartos de final, perdió ante Novak Djokovic [1]     |
| 13  | 15    | Diego Schwartzman     | 2805   | (90)                | 45             | 2760          | Segunda ronda, perdió ante Grigor Dimitrov           |
| 14  | 16    | Denis Shapovalov      | 2671   | 45                  | 45             | 2671          | Segunda ronda, perdió ante Andy Murray [WC]          |
| 15  | 17    | Reilly Opelka         | 2465   | 35                  | 10             | 2440          | Primera ronda, perdió ante Sebastian Korda           |
| 16  | 18    | Pablo Carreño         | 2135   | 10                  | 10             | 2135          | Primera ronda, perdió ante Botic van de Zandschulp   |
| 17  | 19    | Roberto Bautista      | 1993   | 45                  | 45             | 1993          | Segunda ronda, perdió ante Daniel Evans              |

- Ranking del 25 de abril de 2022.[3]

#### Bajas masculinas
| Rank. | Tenista           | Puntos antes | Puntos por defender | Puntos ganados | Puntos después | Motivo               |
| ----- | ----------------- | ------------ | ------------------- | -------------- | -------------- | -------------------- |
| 2     | Daniil Medvédev   | 8080         | 90                  | 0              | 7990           | Operación de hernia. |
| 6     | Matteo Berrettini | 4495         | 600                 | 0              | 3895           | Lesión en la mano.   |
| 13    | Taylor Fritz      | 3010         | (45)                | 0              | 2965           | Lesión en el pie.    |

### Dobles masculino
| Tenista                             | Ranking | Preclasificada |
| Rajeev Ram Joe Salisbury            | 3       | 1              |
| Marcel Granollers Horacio Zeballos  | 9       | 2              |
| Nikola Mektić Mate Pavić            | 9       | 3              |
| Pierre-Hugues Herbert Nicolas Mahut | 15      | 4              |
| Juan Sebastián Cabal Robert Farah   | 26      | 5              |
| John Peers Filip Polášek            | 26      | 6              |
| Wesley Koolhof Neal Skupski         | 32      | 7              |
| Jamie Murray Michael Venus          | 33      | 8              |

### Individual femenino
| N.º | Rank. | Tenista                  | Puntos | Puntos por defender | Puntos ganados | Nuevos puntos | Ronda hasta la que avanzó en el torneo               |
| 1   | 1     | Iga Świątek              | 7181   | 120                 | 0              | 7061          | Baja por lesión antes de la primera ronda.           |
| 2   | 2     | Paula Badosa             | 5045   | 390                 | 65             | 4720          | Segunda ronda, perdió ante Simona Halep              |
| 3   | 4     | Aryna Sabalenka          | 4711   | 1000                | 10             | 3721          | Primera ronda, perdió ante Amanda Anisimova          |
| 4   | 5     | María Sákkari            | 4651   | 120                 | 65             | 4596          | Segunda ronda, perdió ante Daria Kasátkina           |
| 5   | 7     | Karolína Plíšková        | 4207   | 65                  | 10             | 4152          | Primera ronda, perdió ante Marie Bouzková [Q]        |
| 6   | 8     | Danielle Collins         | 3151   | 0                   | 65             | 3216          | Segunda ronda, perdió ante Bianca Andreescu          |
| 7   | 9     | Garbiñe Muguruza         | 3070   | 0                   | 65             | 3135          | Segunda ronda, perdió ante Anhelina Kalínina         |
| 8   | 10    | Ons Jabeur               | 3015   | 120                 | 1000           | 3895          | Campeona, venció a Jessica Pegula [12]               |
| 9   | 11    | Emma Raducanu            | 2797   | 3                   | 120            | 2914          | Tercera ronda, perdió ante Anhelina Kalínina         |
| 10  | 12    | Jeļena Ostapenko         | 2780   | 65                  | 10             | 2725          | Primera ronda, perdió ante Ekaterina Alexandrova [Q] |
| 11  | 13    | Belinda Bencic           | 2561   | 215                 | 120            | 2466          | Tercera ronda, perdió ante Ons Jabeur [8]            |
| 12  | 14    | Jessica Pegula           | 2510   | 120                 | 650            | 3040          | Final, perdió ante Ons Jabeur [8]                    |
| 13  | 15    | Anastasia Pavlyuchenkova | 2472   | 390                 | 10             | 2092          | Primera ronda, perdió ante Sara Sorribes             |
| 14  | 16    | Cori Gauff               | 2300   | 10                  | 120            | 2410          | Tercera ronda, perdió ante Simona Halep              |
| 15  | 17    | Victoria Azárenka        | 2281   | 65                  | 120            | 2336          | Tercera ronda , perdió ante Amanda Anisimova         |
| 16  | 18    | Elena Rybakina           | 2261   | 65                  | 120            | 2316          | Tercera ronda, perdió ante Jil Teichmann             |
| 17  | 20    | Leylah Fernandez         | 2151   | 25                  | 65             | 2191          | Segunda ronda, perdió ante Jil Teichmann             |

- Ranking del 26 de abril de 2021.[7]

#### Bajas femeninas
| Rank. | Tenista            | Puntos antes | Puntos por defender | Puntos ganados | Puntos después | Motivo                       |
| ----- | ------------------ | ------------ | ------------------- | -------------- | -------------- | ---------------------------- |
| 1     | Iga Świątek        | 7181         | 120                 | 0              | 7061           | Lesión en el hombro derecho. |
| 3     | Barbora Krejčíková | 5043         | 10+40               | 9+9            | 5011           | Lesión en el codo.           |
| 6     | Anett Kontaveit    | 4511         | 65                  | 0              | 4446           | Enfermedad.                  |

### Dobles femenino
| Tenista                           | Ranking | Preclasificada |
| Storm Sanders Shuai Zhang         | 22      | 1              |
| Gabriela Dabrowski Giuliana Olmos | 29      | 2              |
| Desirae Krawczyk Demi Schuurs     | 33      | 3              |
| Alexa Guarachi Andreja Klepač     | 35      | 4              |
| Cori Gauff Jessica Pegula         | 41      | 5              |
| Anna Danilina Beatriz Haddad Maia | 58      | 6              |
| Yifan Xu Yang Zhaoxuan            | 59      | 7              |
| Shuko Aoyama Hao-ching Chan       | 61      | 8              |

## Campeones

### Individual masculino
Carlos Alcaraz venció a  Alexander Zverev por 6-3, 6-1

### Individual femenino
Ons Jabeur venció a  Jessica Pegula por 7-5, 0-6, 6-2

### Dobles masculino
Wesley Koolhof /  Neal Skupski vencieron a  Juan Sebastián Cabal /  Robert Farah por 6-7(4-7), 6-4, [10-5]

### Dobles femenino
Gabriela Dabrowski /  Giuliana Olmos vencieron a  Desirae Krawczyk /  Demi Schuurs por 7-6(7-1), 5-7, [10-5]